# Kustö
Kustö (finska: Kuusisto) är en ö och tidigare kommun i Finland. Den ligger i Sankt Karins i landskapet Egentliga Finland, 140 km väster om huvudstaden Helsingfors. Arean är 19,9 kvadratkilometer.

## Administrativ historik
Den tidigare kommunen Kustö inkorporerades 1 januari 1946 i S:t Karins.

## Geografi
Terrängen på Kustö är platt. Öns högsta punkt är 56 meter över havet. Den sträcker sig 5,0 kilometer i nord-sydlig riktning, och 9,4 kilometer i öst-västlig riktning.  I omgivningarna runt Kustö växer i huvudsak barrskog.